# Eustrotia varipalpis
Eustrotia varipalpis là một loài bướm đêm trong họ Noctuidae.